# フィンセン (小惑星)
フィンセン (1794 Finsen) は、小惑星帯にあるC型小惑星。古在由秀はメリボエア族に分類している。ジェイコブス・ブルワーが南アフリカのハートビースプールトで発見した。
ユニオン天文台の台長を務めた南アフリカの天文学者、ウィリアム・ステフェン・フィンセンから名付けられた。